# Catherine Hessling
Catherine Hessling (22 de junho de 1900 - 28 de setembro de 1979) foi uma atriz francesa. Foi casada com Jean Renoir, filho do famoso pintor francês Pierre-Auguste Renoir, com quem Catherine trabalhou como modelo para diversas pinturas do artista. Hessling morreu no subúrbio de Paris, em 28 de setembro de 1979, aos 79 anos. O filme "Renoir", de Gilles Bourdos, tem a atriz/modelo como peça chave da trama que mostra parte da vida do pintor francês.